# Apache Velocity
Apache Velocity是一个基于Java的模板引擎，它提供了一个模板语言去引用由Java代码定义的对象，旨在确保Web应用程序在表示层和业务逻辑层之间的隔离（即MVC设计模式）。
Velocity是Apache基金会旗下的一个开源软件项目，其发布遵循Apache许可证标准。

## 用途
下面是一些利用Velocity的常见应用类型：
- Web应用程序：网页设计者创建HTML页面，并为动态信息预留占位符。页面再由VelocityViewServlet或任何支持Velocity的框架处理。
- 源代码生成：Velocity可基于模板生成Java、SQL或PostScript源代码。大量的开源和商业软件包的开发就是这样利用Velocity。[2]
- 电子邮件自动生成：许多应用程序为了账户注册、密码提醒或自动寄送报表之需自动生成电子邮件。利用Velocity，电子邮件模板可以存储在一个文本文件，而不是直接嵌入到电子邮件生成器的Java代码中。
- XML转化：Velocity提供一个Ant任务——Anakia。Anakia读取XML文件，利用Velocity模板转换成所需的文档格式。常见的应用是将某种格式的文档转换成的一个带样式的HTML文档。

## 代码示例
如下的Web模板：
```
## Velocity Hello World

<
html
>

    
<
body
>

       #set( $foo = "Velocity" )
       ## followed by
       Hello $foo World!
    
</
body
>

</
html
>

```

经过Velocity处理后会生成如下的HTML代码：
```
<
html
>

    
<
body
>

     Hello Velocity World!
    
</
body
>

</
html
>

```